# Худатойко
Худатойко (кабард.-черк. Къутатеикъуэпс) — река в республике Кабардино-Балкария. Протекает по территории Зольского района. Устье реки находится в 124 км по правому берегу реки Малка. Длина реки составляет 12 км, площадь водосборного бассейна 21,1 км².

## Данные водного реестра
По данным государственного водного реестра России относится к Западно-Каспийскому бассейновому округу, водохозяйственный участок реки — Малка от истока до Кура-Марьинского канала. Речной бассейн реки — Реки бассейна Каспийского моря междуречья Терека и Волги.
Код объекта в государственном водном реестре — 07020000512108200004255.